# Pallavolo ai Giochi centramericani e caraibici
La pallavolo ai Giochi centramericani e caraibici è stata ammessa al programma sportivo dei Giochi centramericani e caraibici dalla seconda edizione nella versione maschile e dalla terza edizione nella versione femminile.